# Autoba mascarensis
Autoba mascarensis là một loài bướm đêm trong họ Erebidae.